# Guaiacum
Genre
Classification phylogénétique
 Guaiacum est un genre de plantes de la famille des Zygophyllaceae. Il est composé d'environ 6 espèces d'arbres ou d'arbustes à feuillage persistant. Ces espèces sont originaires des Antilles et d'Amérique centrale. 
Plusieurs espèces (mais particulièrement Guaiacum officinale et Guaiacum sanctum) fournissent un bois très connu, le gaïac ou lignum vitae (bois de vie). Ce bois est très dur et dense et est utilisé pour des applications spéciales, en particulier pour l'outillage, dont le marteau pour le calfeutrage des planches de construction navale.
La résine de gaïac est aussi utilisée pour ses vertus médicinales depuis plus de 5 siècles.
La surexploitation a conduit à une réduction dangereuse des populations sauvages de ces différentes espèces. Toutes les espèces figurent sur la liste de CITES.

## Liste d'espèces
- Guaiacum angustifolium Engelm. - Originaire du Mexique et de l'ouest du Texas
- Guaiacum coulteri - originaire du Mexique
- Guaiacum officinale - Lignum vitae (sa fleur est un emblème national de la Jamaïque[1])
- Guaiacum sanctum L. - Lignum vitae (arbre national des Bahamas[2])
- Guaiacum unijugum - endémique de Baja California au Mexique